# Oscar Grimaldi
Louis Gabriel Oscar Grimaldi, marquis des Baux, né le 8 juin 1814 à Paris et mort le 14 juillet 1894 à Saint-Germain-en-Laye, est le fils naturel du prince Honoré V de Monaco et de sa maîtresse Félicité de Gamaches.

## Biographie
Louis Gabriel Oscar Grimaldi est né de père et mère inconnus à Paris, 15 rue Bonaparte, dixième arrondissement ancien, le 8 juin 1814. 
Quelques mois après sa naissance, le 28 novembre 1814, il est reconnu, devant Alexandre Toussaint Delacour, notaire à Paris, par le prince Honoré V de Monaco, sa filiation maternelle restant officiellement indéterminée, encore au jour de son décès.
Licencié en droit, avocat à la Cour d'appel de Paris, il fait ensuite carrière dans l'administration française : il est attaché au ministère de l'Intérieur, division du Contentieux (1842), sous-chef de bureau à la division des finances en Algérie (1846), puis à la Direction des affaires civiles à Alger (1847-1848).
La suite de sa carrière se fait dans l'administration préfectorale, comme sous-préfet de Lille (1853-1856), sous-préfet de Castres (1856-1861), sous-préfet de Chalon sur Saône (1861-1870), puis retraité (1870).
Son cousin germain, le prince Charles III de Monaco le titre en 1860 marquis des Baux, titre non reconnu en France.
L'État français le fait chevalier de la Légion d'honneur en 1852 et il en est promu officier en 1864. 
Il meurt sans avoir été marié et sans laisser de postérité, à Saint-Germain-en-Laye, le 14 juillet 1894.

### La question de sa filiation abordée par les auteurs

#### D'après Albert Révérend
Dans les Titres, anoblissements et pairies de la Restauration, le vicomte Albert Révérend mentionne l'existence du fils naturel d'Honoré V de Monaco, sans donner aucune indication ou hypothèse quant à la filiation maternelle de celui-ci .

#### D'après Henry de Woelmont de Brumagne
Dans la cinquième série de ses Notices généalogiques, Woelmont mentionne, sans indiquer ses sources, que Félicité Madeleine Honorée Gabrielle Rouault de Gamaches, alors épouse du comte de Héricy est la mère du marquis des Baux, fils naturel du duc de Valentinois .

#### D'après Jean-Fred Tourtchine
Enfant naturel issu de Félicité Pronault de Gamaches :
Oscar Louis Gabriel Grimaldi, marquis des Baux, né 15 rue Bonaparte (entre la rue Jacob et la rue du Vieux-Colombier) à Paris le 8 juin 1814, décédé le 16 juillet 1894. Le marquis des Baux hérita en 1841 des biens personnels de son père le prince souverain Honoré V de Monaco. Sans alliance.

#### D'après Denis Grando
Dans son essai sur Camille de La Vincelle, bâtarde d'Honoré III prince de Monaco, Denis Grando reproduit textuellement les pièces relatives à l'état-civil d'Oscar Grimaldi, ses acte de naissance, reconnaissance et décès, ses états de service, sans donner aucune indication ni hypothèse quant à sa filiation maternelle.

### Observation
Il est né, de père et mère inconnus à Paris, rue Bonaparte, no 15, où résidait à cette date Félicité-Madeleine-Honorée-Gabrielle Rouault de Gamaches, née à Paris le 20 avril 1781, décédée au château du Fayel le 13 juillet 1819 : Elle était fille de Joachim-Valéry-Thérèse-Louis Rouault, marquis de Gamaches, grand d'Espagne, et de Marie-Catherine-Hyacinthe de Choiseul-Beaupré, et avait épousé le 19 avril 1800 Jacques-Philippe-Achille-Louis-Auguste-Barthélémy-François, comte d'Héricy, dont elle avait eu deux filles :
- la duchesse de La Motte-Houdancourt
- la marquise de la Tour-du-Pin-Montauban.

## Généalogie

### Armoiries
| Blason | Blasonnement : Fuselé d'argent et de gueules. |

## Pour approfondir